# SD Gundam Dimension War
SD Gundam Dimension War (SDガンダムディメンションウォー) é um Estratégia por turnos lançado para o console portátil Virtual Boy em 1995. O jogo foi exclusivamente para o Japão e faz parte da série de anime Gundam.